# 釜口峡

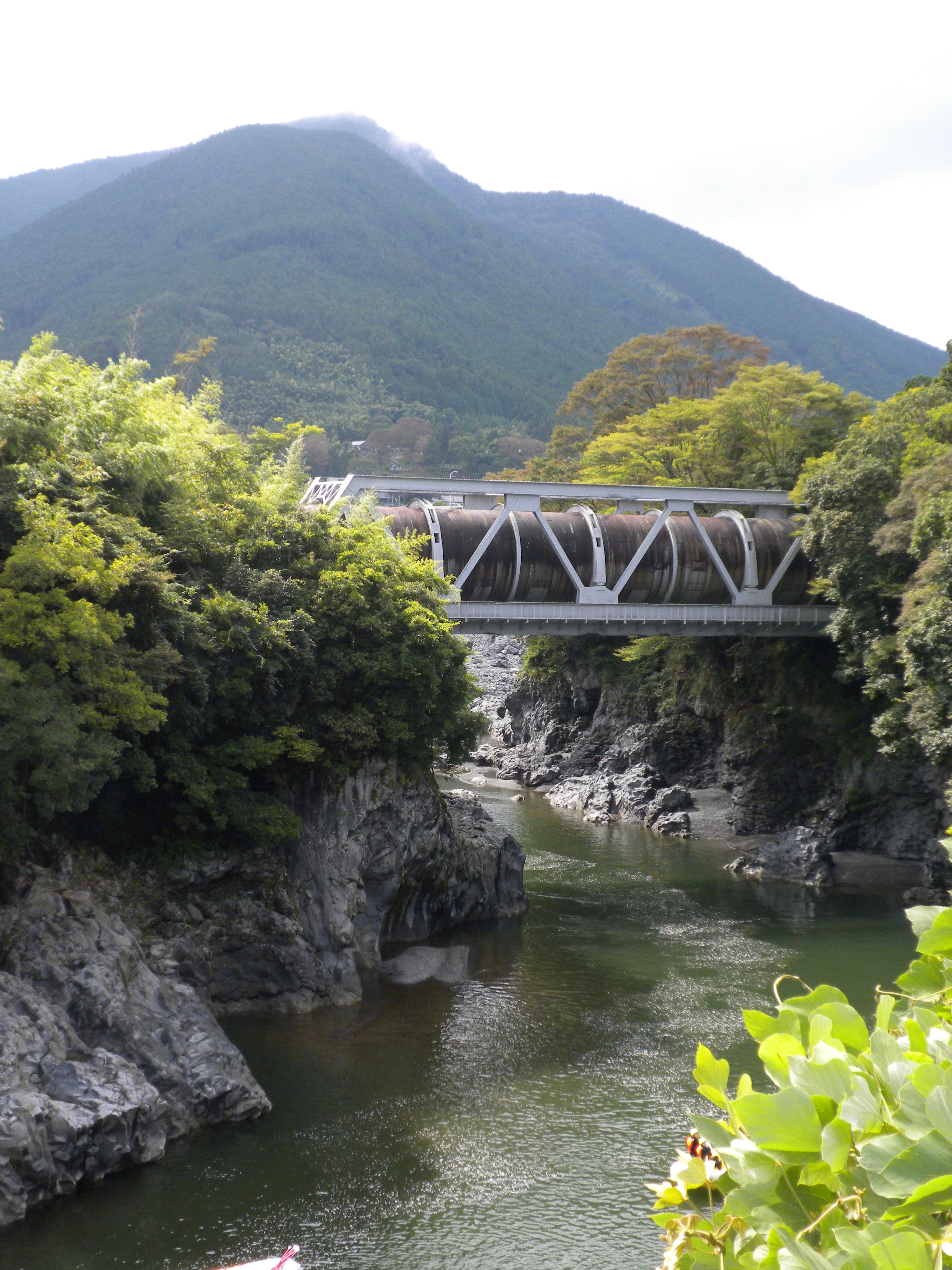
釜口峡と釜口サイフォン橋

釜口峡（かまぐちきょう）は、静岡県富士宮市にある富士川の川幅が最も狭まった箇所である。またその川幅を挟む断崖である。

## 概要

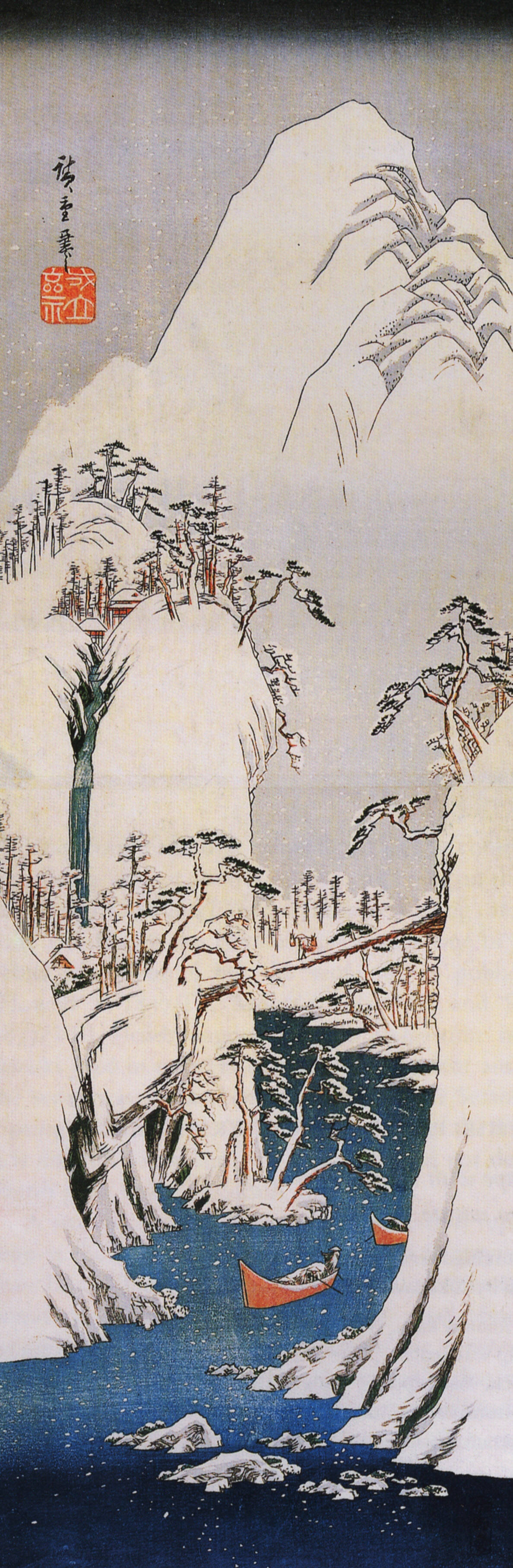
釜口峡を描いた歌川広重の『富士川上流雪中の図』

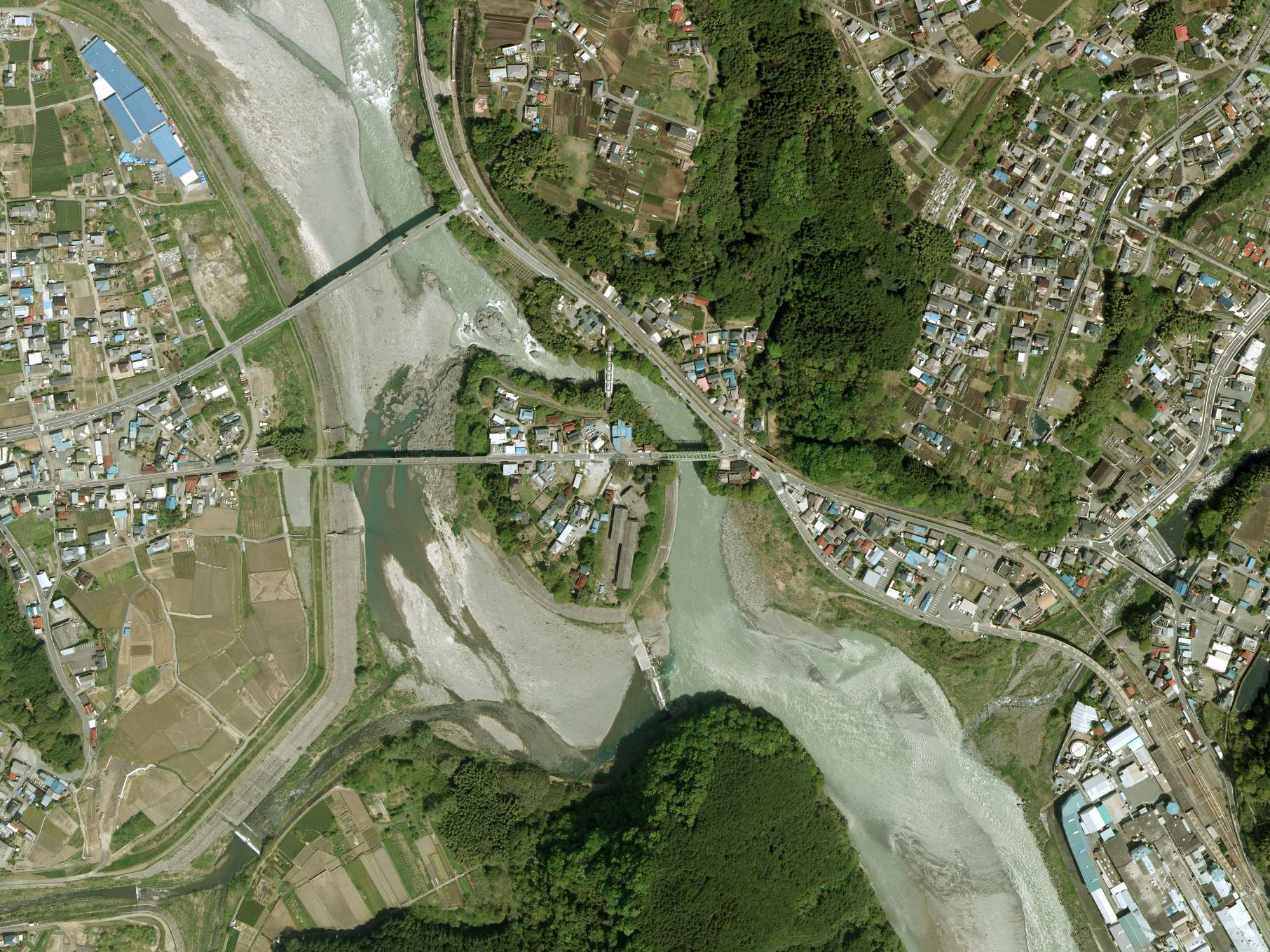
中央が瀬戸島でその北東の狭窄部が釜口峡。北西方向に富士山がある。

三大急流と言われる富士川の中でも、急激に川幅が狭まく、急流となっている箇所である。富士川の最大の難所であった。
成り立ちは、富士山から流れた芝川溶岩が富士川によって溶岩流の先端部を切ったことにより釜口峡ができた。

## 歴史

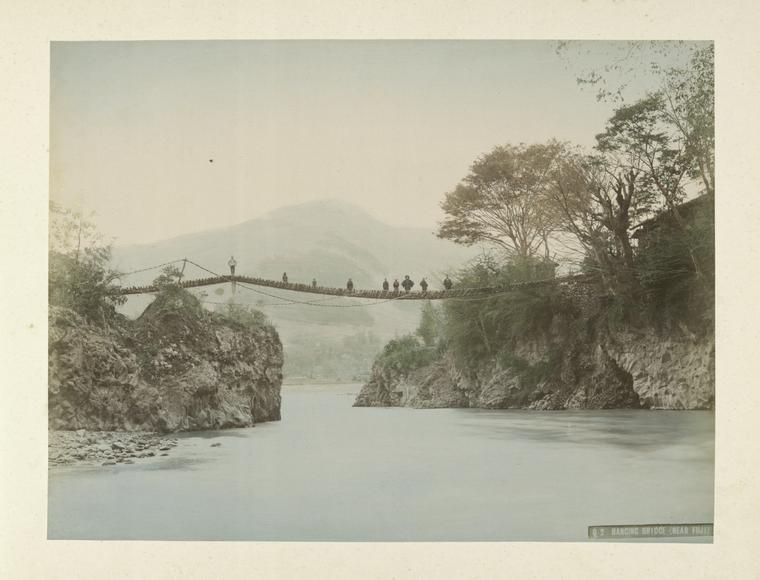
かつての釜口峡（明治時代）
現在の釜口サイフォン橋がある付近。後は白鳥山で、宝永地震により大崩壊を起こし、崩壊土砂が富士川を堰き止めた。

川幅の狭さを利用し、古くから簡素な橋がかけられていた。河川舟運における難所のため船頭が大声で経を唱えたといわれている。